# The Bricklin Musical – Samochodowa Fantazja
The Bricklin Musical – Samochodowa Fantazja – musical opowiadający historię samochodowego wizjonera Malcolma Bricklina, który usiłował stworzyć najbezpieczniejszy samochód na świecie Bricklin SV-1 (Safety Vechicle 1). Wierząc w powodzenie swojego przedsięwzięcia, wizjoner nadał pojazdowi własne nazwisko. W spektaklu przedstawiono historię spotkania Malcolma Bricklina oraz Richarda Hatfielda zakończonego zawiązaniem spółki i otwarciem fabryki w kanadyjskiej prowincji Nowy Brunszwik. Marzenia o produkcji najbezpieczniejszego pojazdu spełzły na niczym i obaj panowie ponieśli spektakularną klęskę.
Premiera polskiej wersji produkcji miała miejsce 22 marca 2013.
W polskiej wersji w roli premiera Richarda Hatfielda wystąpiła jedna z serialowych gwiazd – Jacek Lenartowicz. W obsadzie znaleźli się także Olga Szomańska, Marcin Kołaczkowski, Piotr Hajduk oraz Arkadiusz Wrzesień.
12 marca 2014 roku ogłoszono nominacje w 46 edycji nagród teatralnych "Złote maski" za rok 2013. Bricklin Musical – Samochodowa Fantazja otrzymał nominację w kategorii "Nagroda specjalna".